# ミュージアム・キャンパス

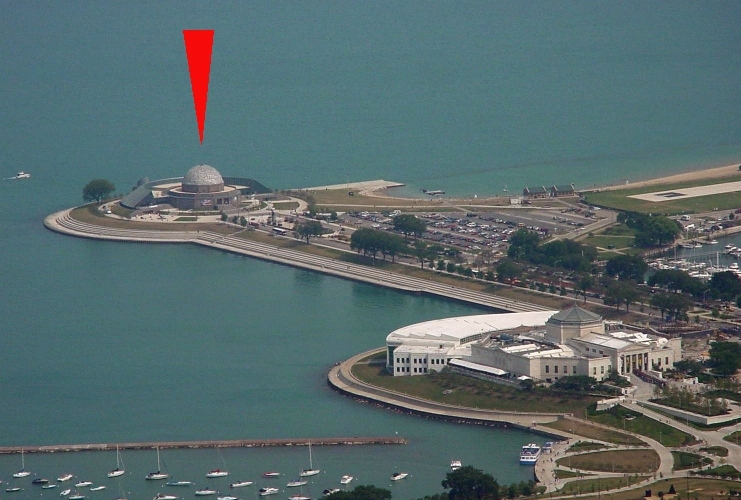
上空から望むミュージアム・キャンパス。赤で示されているのはアドラー・プラネタリウム

ミュージアム・キャンパス（Museum Campus）は、アメリカ合衆国イリノイ州シカゴ市内の公園地区。グラント・パーク南部、ミシガン湖岸の約23万平米（57エーカー）の広さの緑地の中に、シカゴ有数の3つの自然博物館を有する文化地域でもある。

## 主な施設
- フィールド自然史博物館
- シェッド水族館
- アドラー・プラネタリウム・アンド・天文学博物館
- ソルジャー・フィールド

## 概要

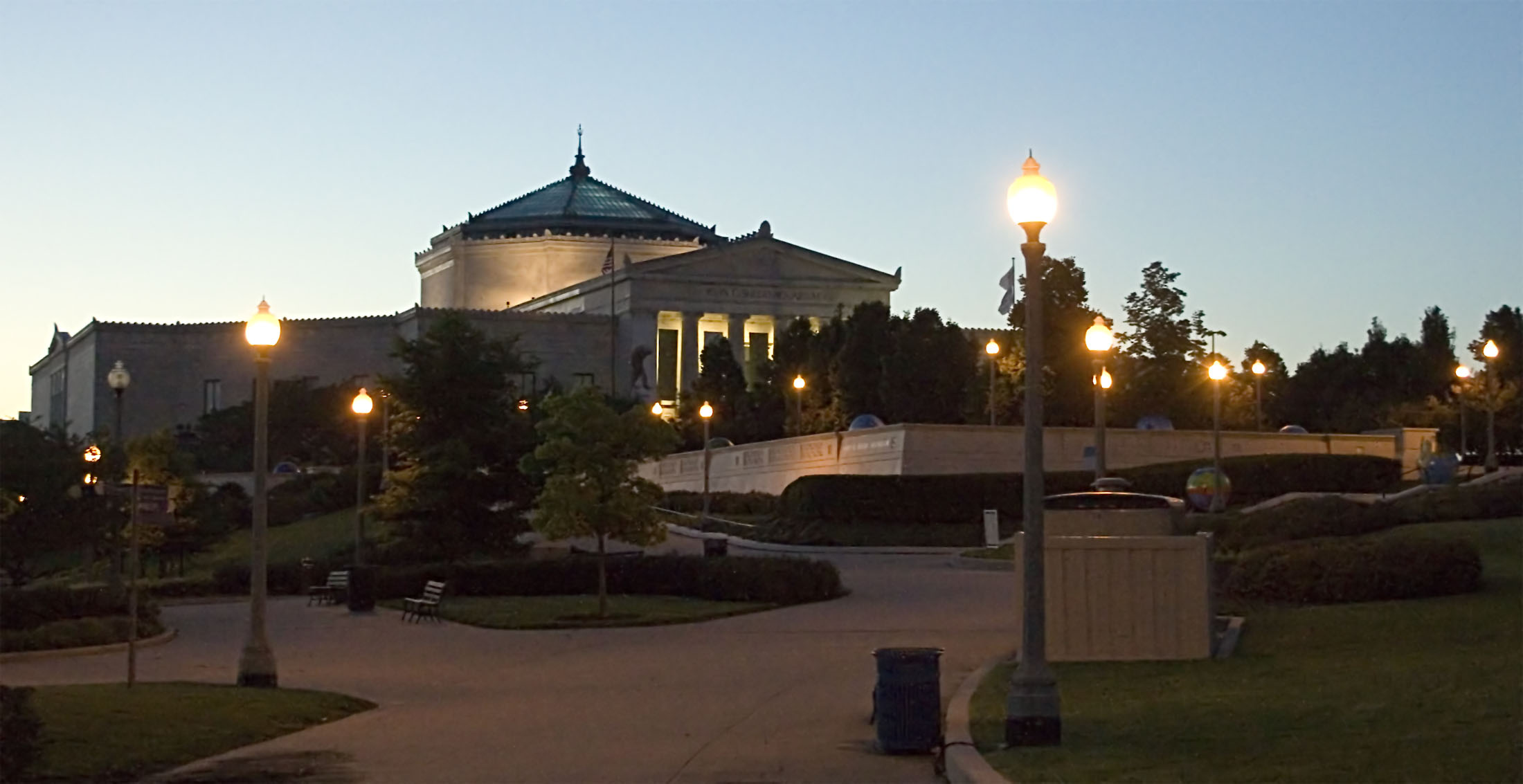
夕暮れ時のプラネタリウム付近

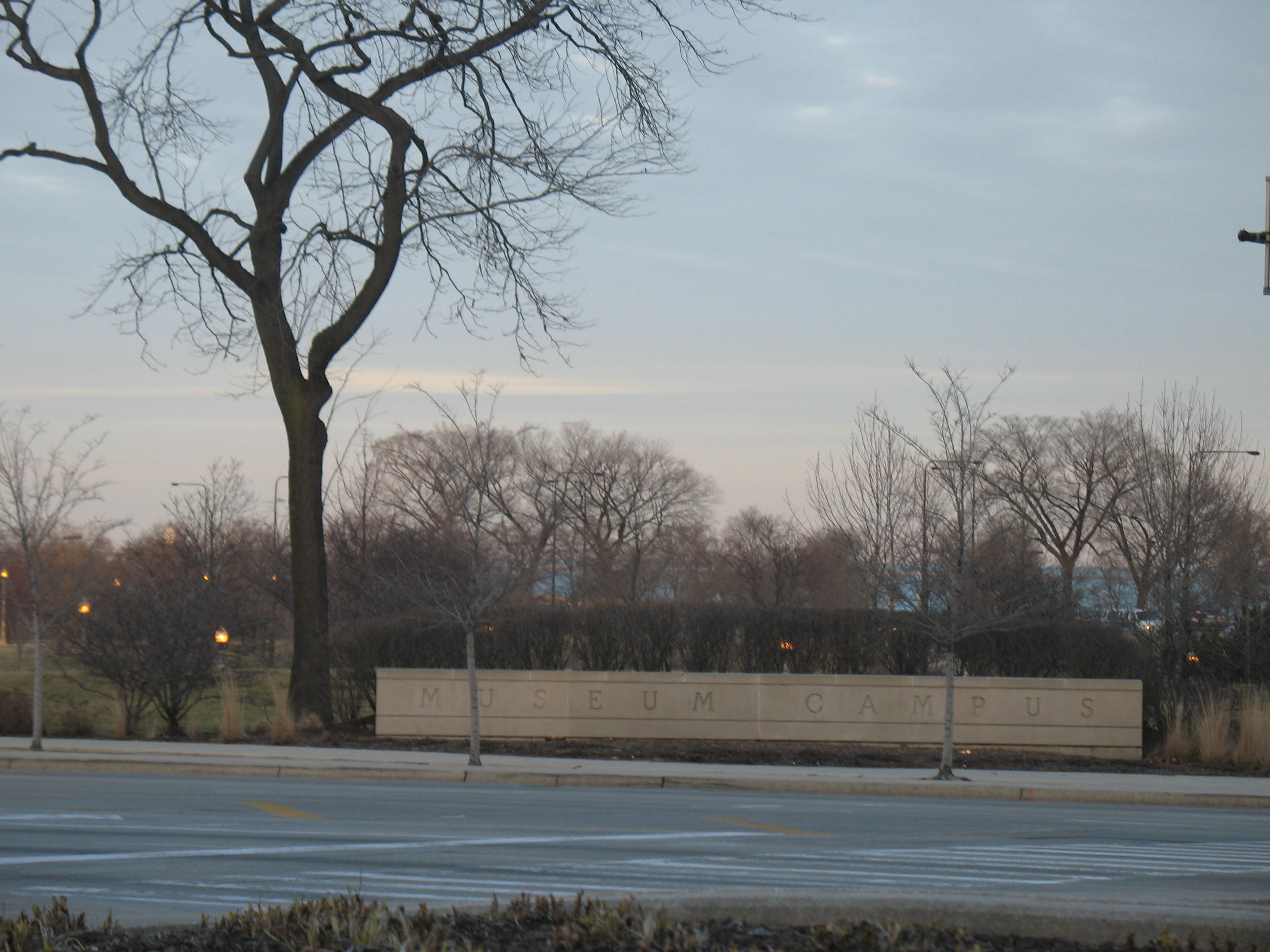
グラント・パーク内に設けられた「ミュージアム・キャンパス」の看板

ミュージアム・キャンパスは、近接した文化施設を徒歩で回れる景観地区として整備されている。緑地の中にジョギングコースや歩道が設けられ、ノーサリー・アイランド（アドラー・プラネタリウムが所在する小島、かつてはMicrosoft Flight Simulatorで有名なメイグスフィールド空港があった）と本土を繋ぐソリダリティ・ドライブ沿いの遊歩道も美しい。
またソリダリティ・ドライブに沿っては、タデウシュ・コシチュシュコ（又はコシューシコ、ポーランドの「コシチューシュコ蜂起」で有名な軍人）、カレル・ハヴリチェク・ボロフスキー（チェコの文筆家）などのブロンズ像が置かれている。特に、アドラー・プラネタリウム正面に位置するコペルニクスのブロンズ像は、デンマークの彫刻家ベルテル・トルバルセンによるワルシャワ所在の有名な19世紀の作品のレプリカである。
ミュージアム・キャンパスは1998年オープン。それまでは高速道路（レイクショア・ドライブ）が同地区を分断していたが、まず南方面車線が、次いで北方面車線がソルジャー・フィールド西側に移動したことにより完成した。現在は、シカゴレイクフロントの一角における、観光客と地元民の憩いと楽しみの場となっている。